# Idealnyj muzj
Idealnyj muzj (russisk: Идеальный муж) er en sovjetisk spillefilm fra 1980 af Viktor Georgijev.

## Medvirkende
- Jurij Jakovlev som Sir Robert Chiltern
- Ljudmila Gurtjenko som Mrs. Laura Cheveley
- Anna Tvelenjova som Lady Gertrude Chiltern
- Jelena Koreneva som Miss Mabel Chiltern
- Jevgenija Khanajeva som Lady Markby